# Židovský hřbitov v Brně
Židovský hřbitov v Brně se nachází v městské části Židenice. Vznikl roku 1852 a svou rozlohou okolo 29 500 m² je největším židovským hřbitovem na Moravě. Společně s obřadní síní je chráněn jako kulturní památka. Původní židovský hřbitov se nacházel před Židovskou branou v místech dnešního vlakového nádraží, koncem středověku však zanikl.

## Dějiny

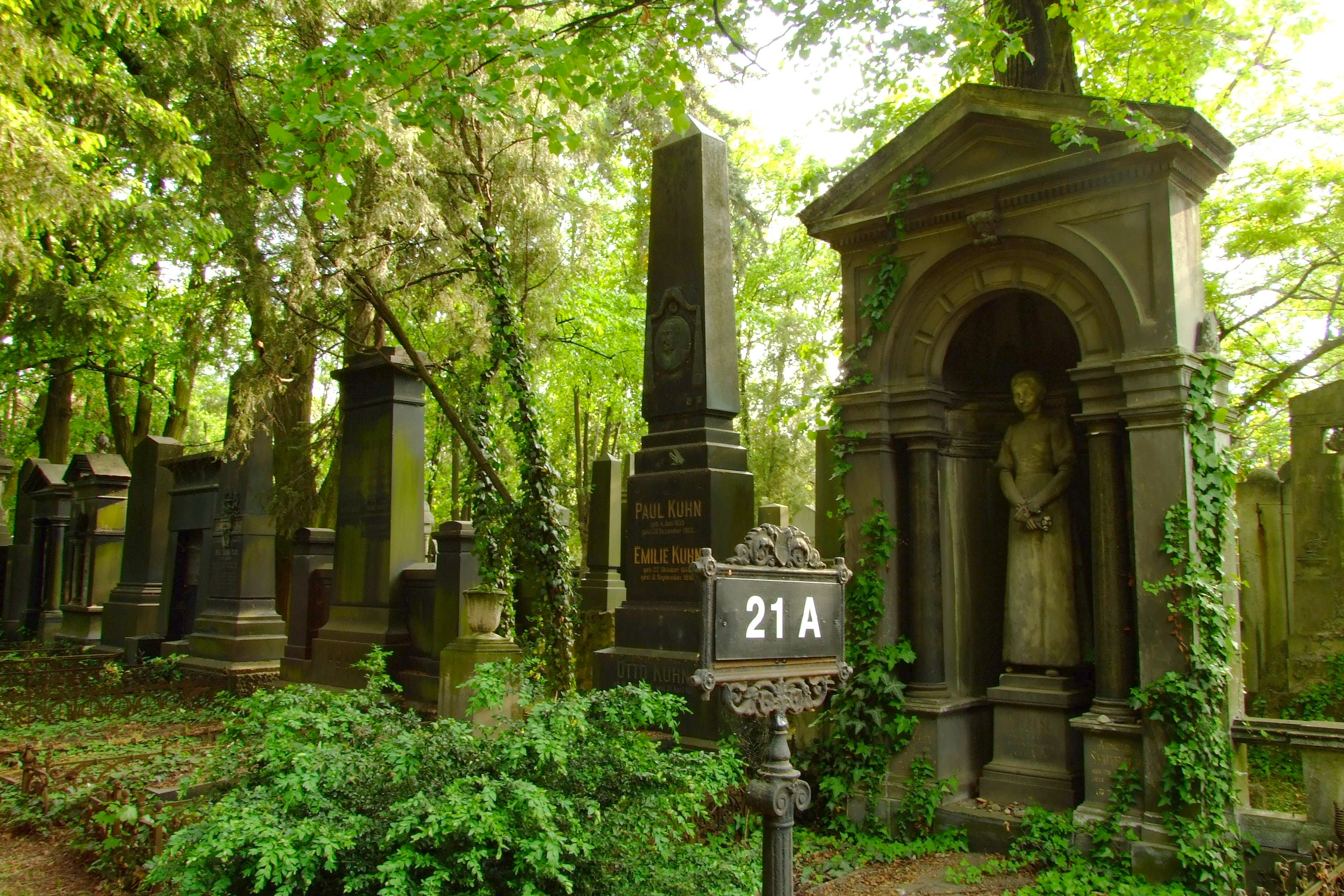
Hroby v sekci 21A

Židovský hřbitov v Brně se původně nacházel nedaleko Židovské (Zelené) brány na místě dnešního vlakového nádraží. Tento hřbitov spolu se synagogou i židovskou čtvrtí zanikl v roce 1454, kdy český král Ladislav Pohrobek vydal na popud brněnských měšťanů rozhodnutí o vyhnání Židů z Brna. Hřbitov pak byl přikryt barokním opevněním, později vysokým železničním náspem. Při stavebních pracích ve 20. století bylo objeveno v místě hřbitova jen několik náhrobků, umístěných dnes v Muzeu města Brna či v obřadní síni nového židovského hřbitova v Brně-Židenicích.

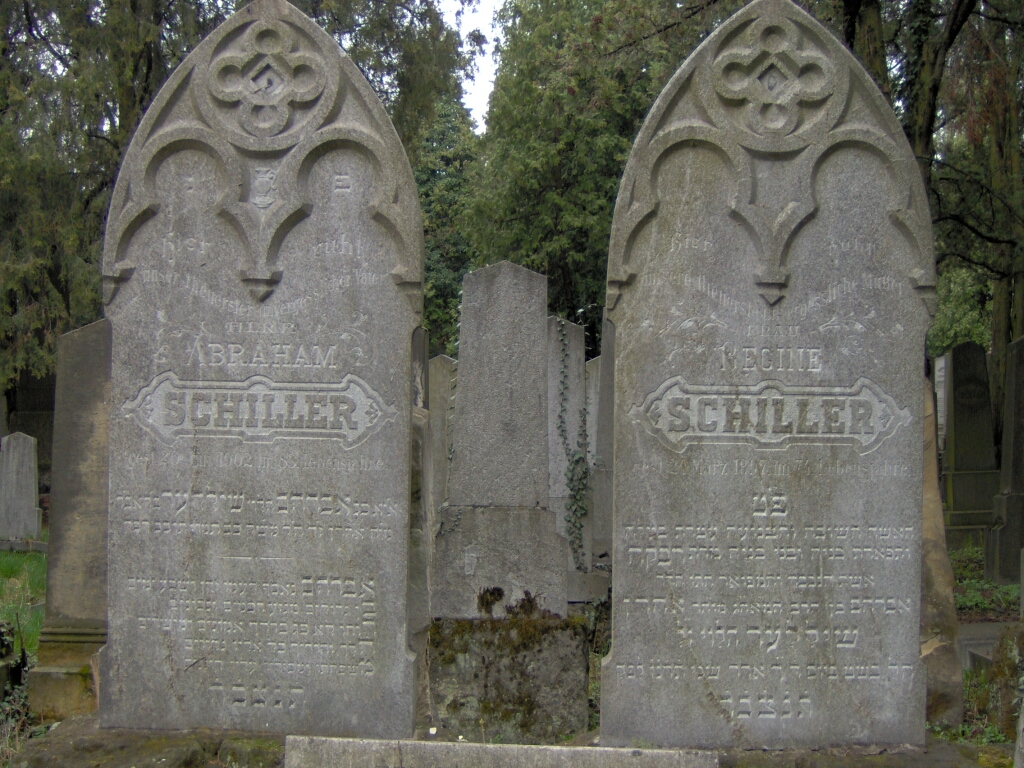
Dvojice náhrobků pocházejících z druhé poloviny 19. století

Když se Židé mohli po revolučním roce 1848 vrátit zpět do Brna, připravovali mimo jiné i zřízení nového hřbitova. Roku 1852 brněnská židovská obec zakoupila potřebné parcely v Židenicích a po prokázání vlastnictví jim udělil okresní hejtman 19. července 1852 úřední souhlas k založení hřbitova na tomto místě. Téhož roku byla již stavba hřbitova pod vedením stavitele Antona Onderky takřka hotova. Událost založení hřbitova dodnes připomíná pamětní deska, která je zasazena ve hřbitovní zdi u čestné aleje vedle hrobů zakladatelů hřbitova.
Nejstarší hroby se nacházejí v sekcích 1–13. Židé zde byli pohřbíváni podle toho, jak byli majetní. Ti bohatší s majestátnějšími náhrobky jsou uloženi v zadní části, Židé s menším majetkem a s výrazně prostšími hroby byli pohřbíváni do části přední. Potřebám Židů však tento prostor již za několik let nedostačoval, proto byly zřízeny další sekce 14–22 a prozatímní obřadní síň z roku 1863 byla zbořena a v roce 1900 vystavěna nová. Nápis na obřadní síni zní: זה השער לבית מועד לכל חי‎ („Toto je brána do domu setkání všeho živého“). Písmena označená tečkami označují chronostich (součet číselné hodnoty písmen je 660, což odpovídá roku 1900).
Dalšího rozšíření se hřbitov dočkal v roce 1916, kdy byl výrazně rozšířen východním směrem. Vznikly tak nové sekce hřbitova, a to 23–31. Další rozšiřování východním směrem proběhlo v roce 1935. Po těchto úpravách se se svou plochou 29 500 m² stal největším židovským hřbitovem na Moravě.
Po druhé světové válce byl v areálu hřbitova zřízen památník obětem holokaustu. Kolem památníku je dnes rozmístěno 19 kamenů, které sem byly přeneseny z okolních zrušených židovských hřbitovů. V roce 1964 byl hřbitov zapsán mezi české kulturní památky.

## Popis
Hřbitov má půdorys mnohoúhelníku připomínajícího lichoběžník. Celý je obehnán cihlovou hřbitovní zdí o výšce 2–2,5 m, obřadní síň s hlavním vchodem se nachází na jižní straně. Hřbitov je rozdělen do 40 (původně do 35) hřbitovních oddělení, která se dále dělí do podskupin.
Na hřbitově se nachází přibližně 9000 náhrobků s více než 11 tisíci hroby. Je zde pohřbena řada významných osobností, jako jsou např. český prvorepublikový filmový herec Hugo Haas, básník Alois Ludwig Jeitteles, rabíni Baruch Jacob Placzek a Richard Feder, tvůrce abecedy pro hluchoslepé Hieronymus Lorm či architekt Otto Eisler.

## Turistické informační centrum
V areálu hřbitova se nachází Turistické informační centrum Židovské obce Brno. Centrum bylo zřízeno v budově bývalé stolárny v roce 2010 a poskytuje zájemcům informační servis o historii hřbitova a významných osobách zde pohřbených, ale také o židovské historii a památkách Brna a jihomoravského regionu.

## Galerie

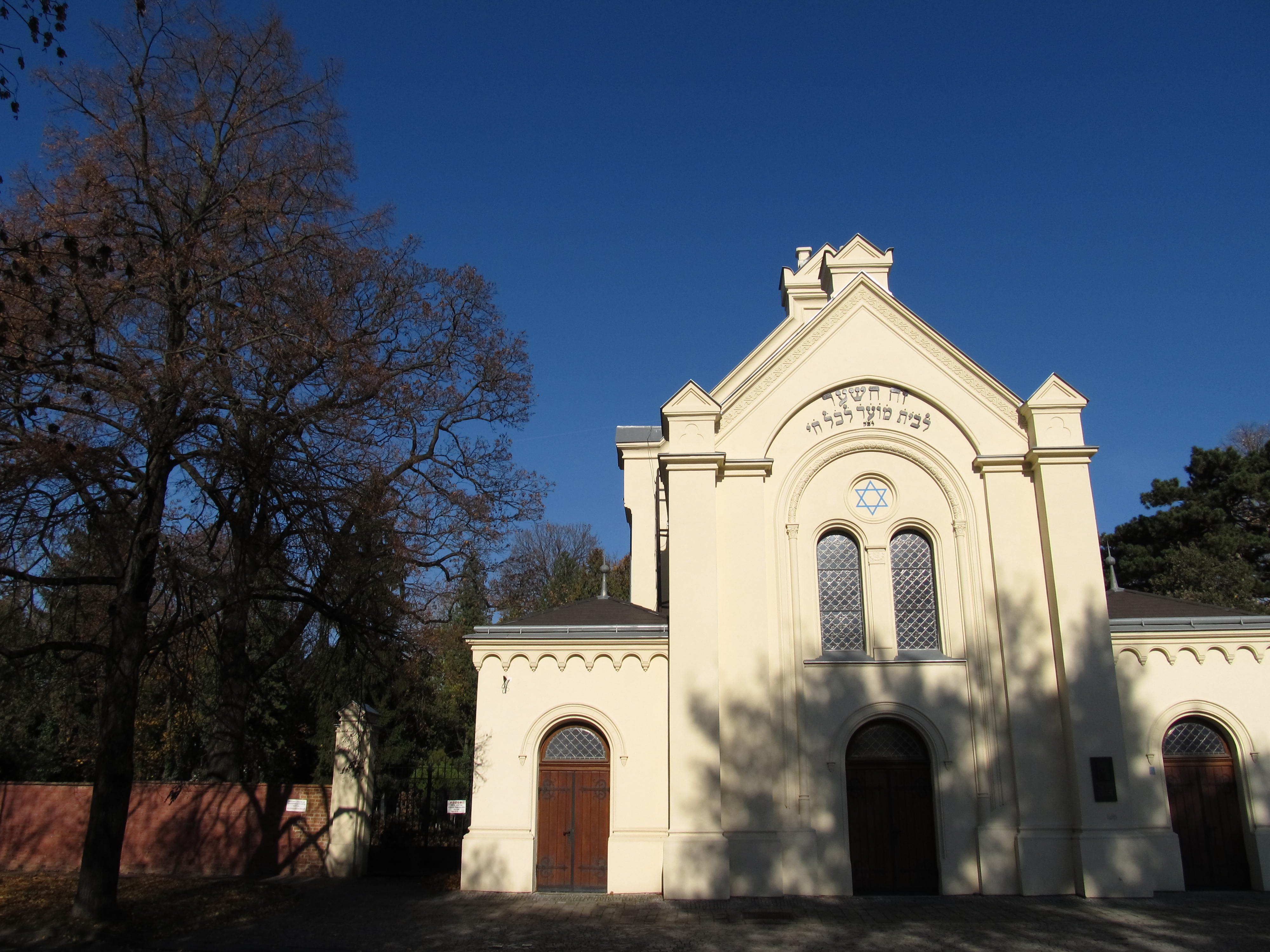
Obřadní síň z roku 1900
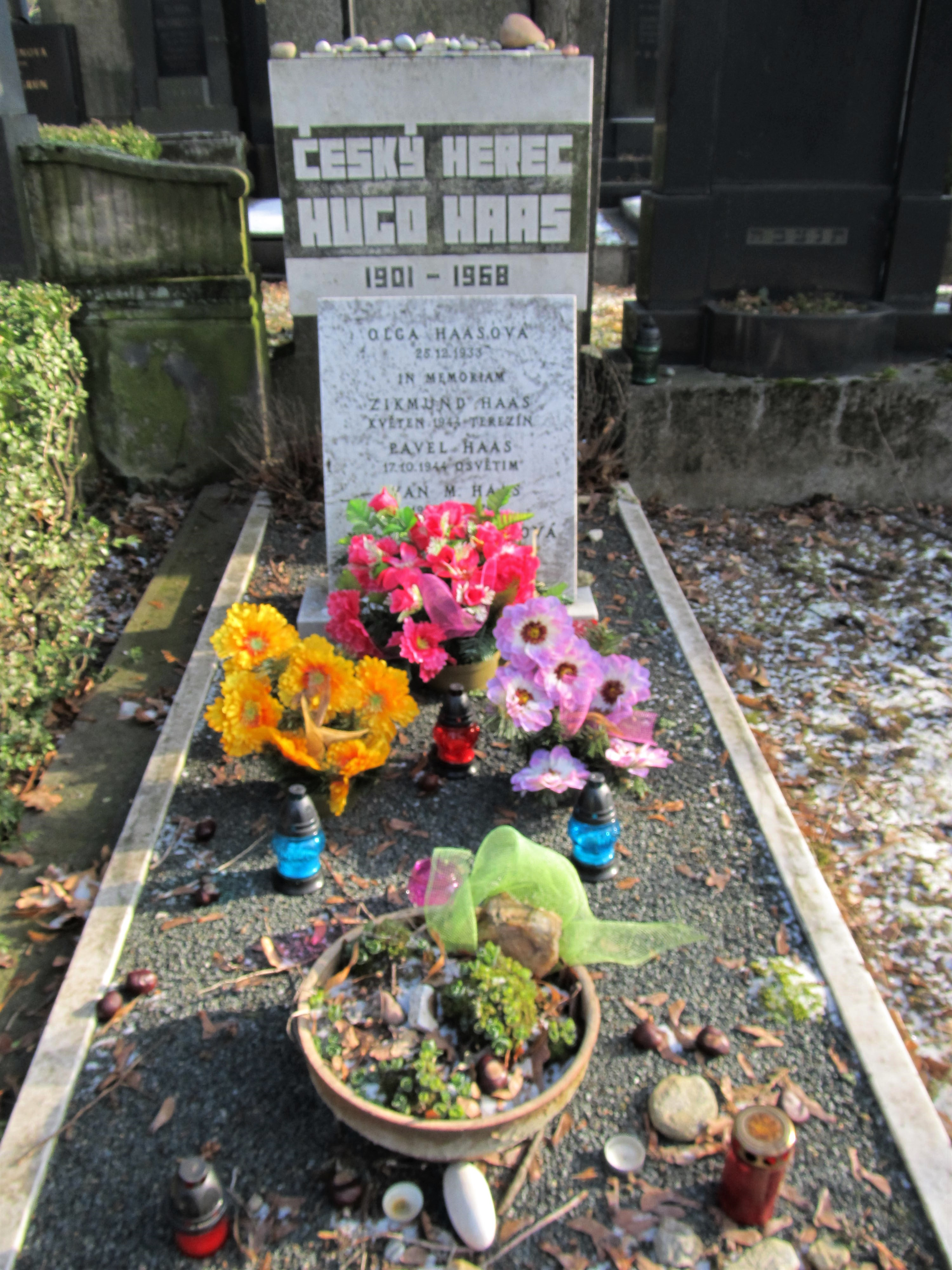
Hrob herce Hugo Haase (1901–1968)
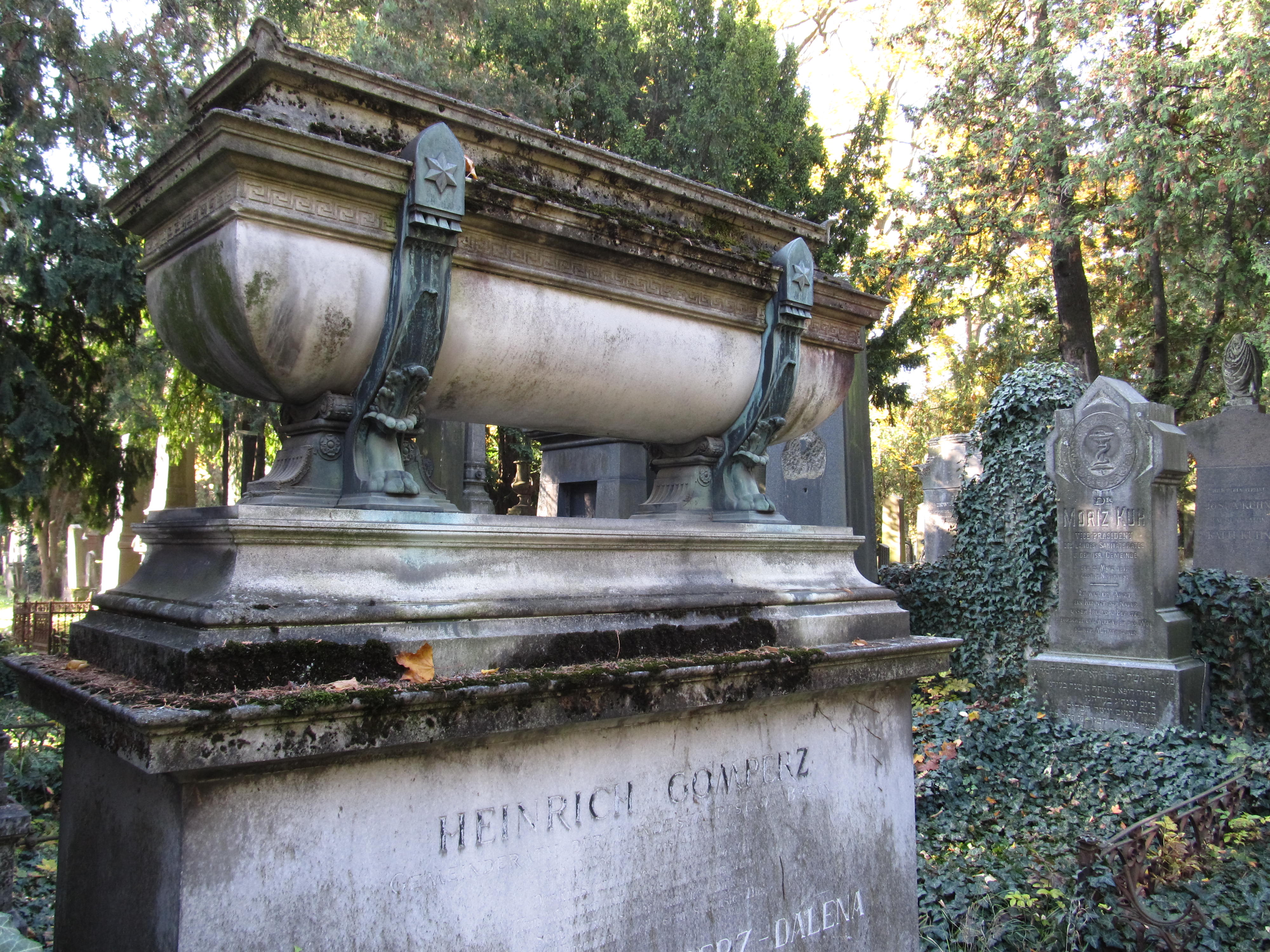
Hrobka průmyslníka Heinricha Gomperze (1843–1894)
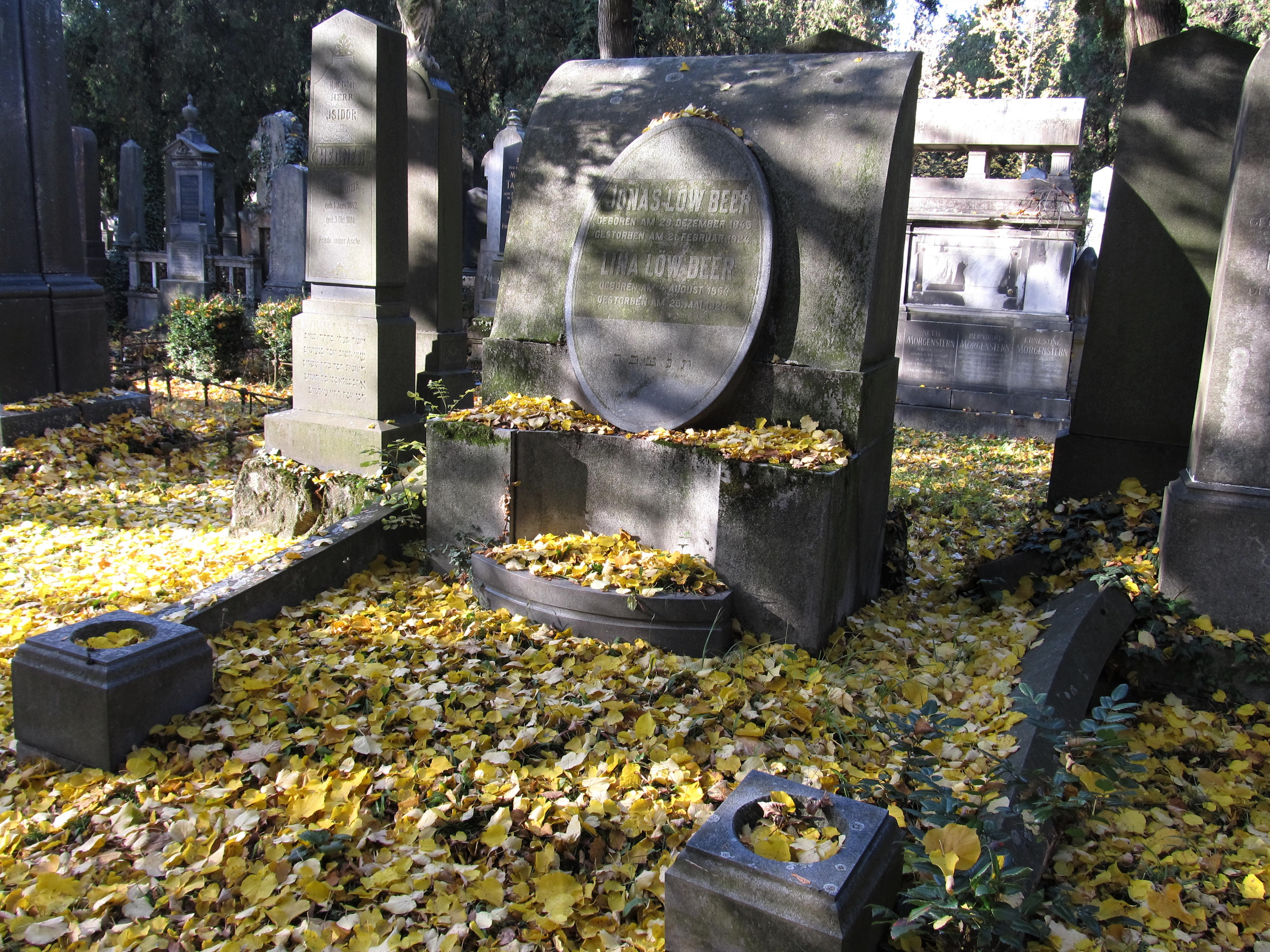
Hrobka podnikatele Jonase Löw-Beera (1845–1924)
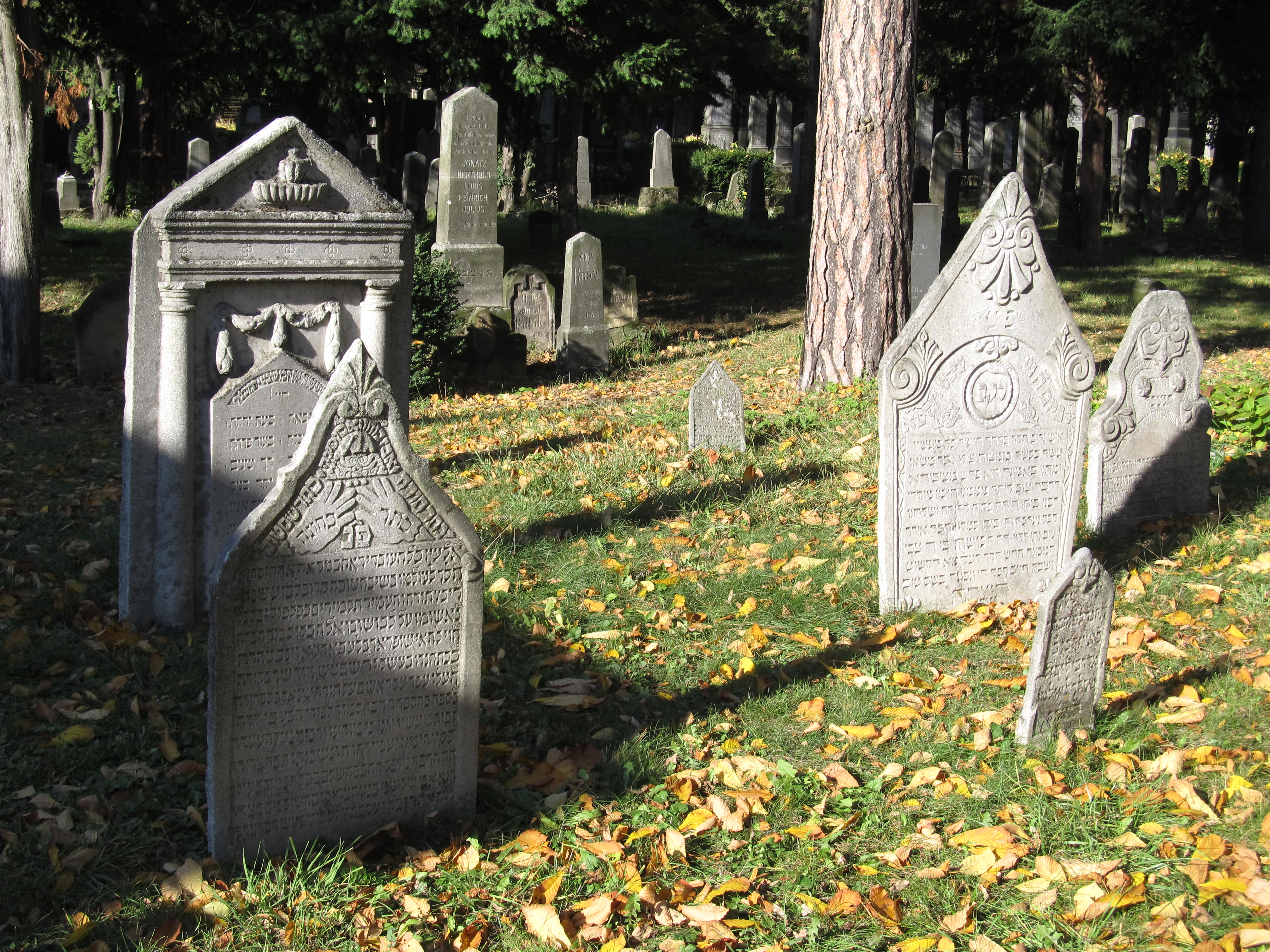
Nejstarší část nového židovského hřbitova
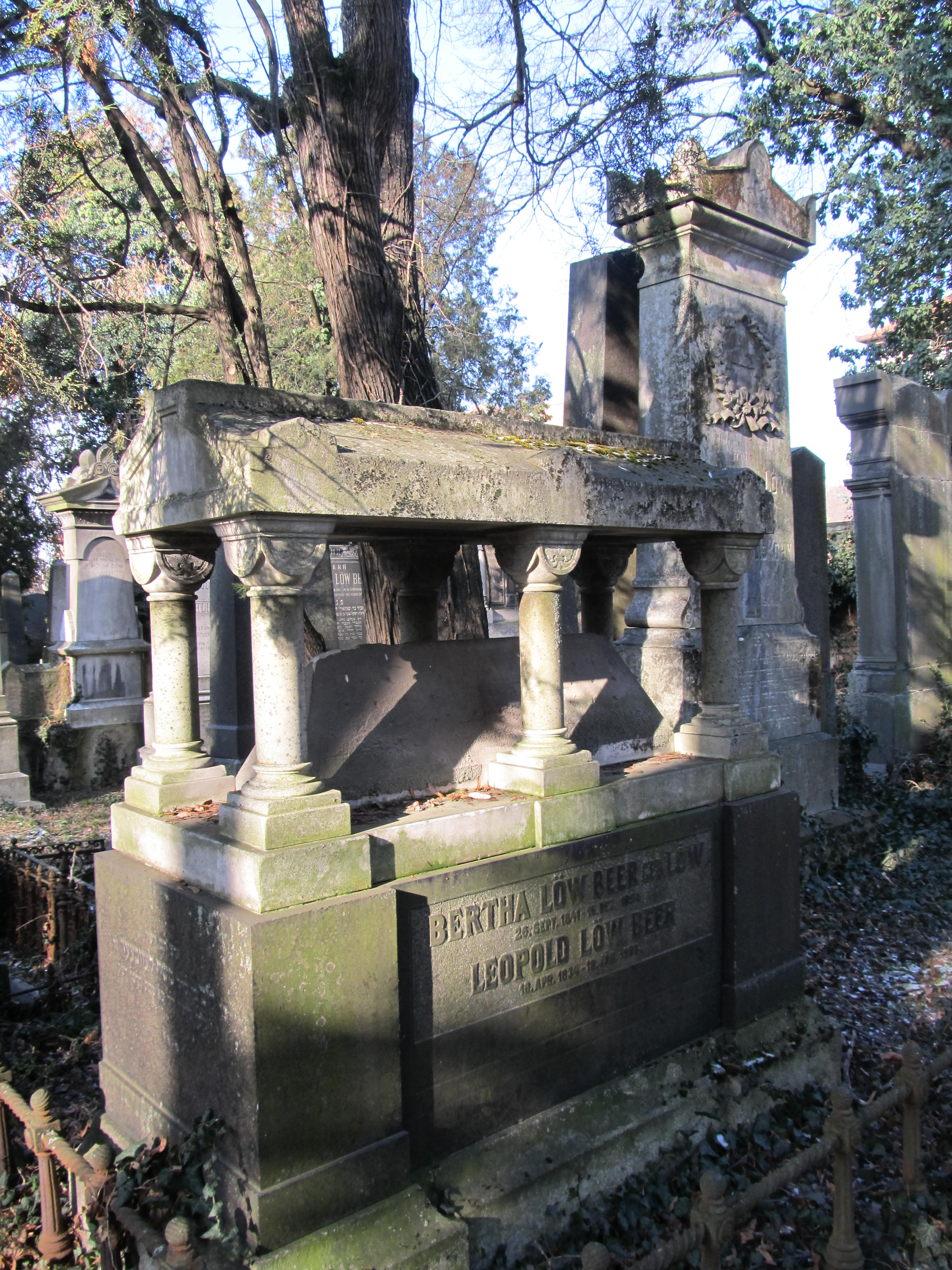
Hrobka podnikatele Leopolda Löw-Beera (1834–1893)
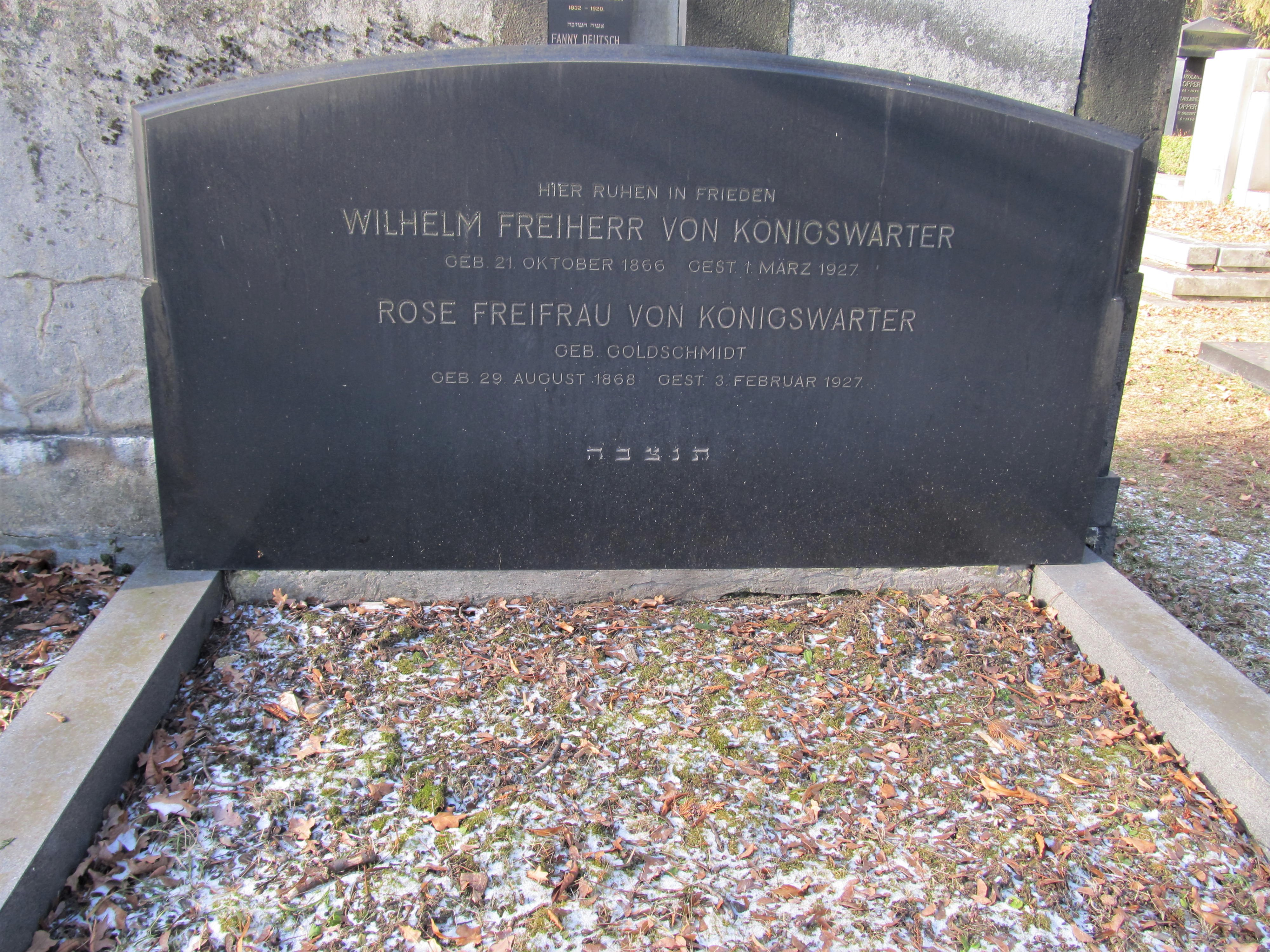
Hrobka velkostatkáře barona Wilhelma von Königswarter (1866–1927)
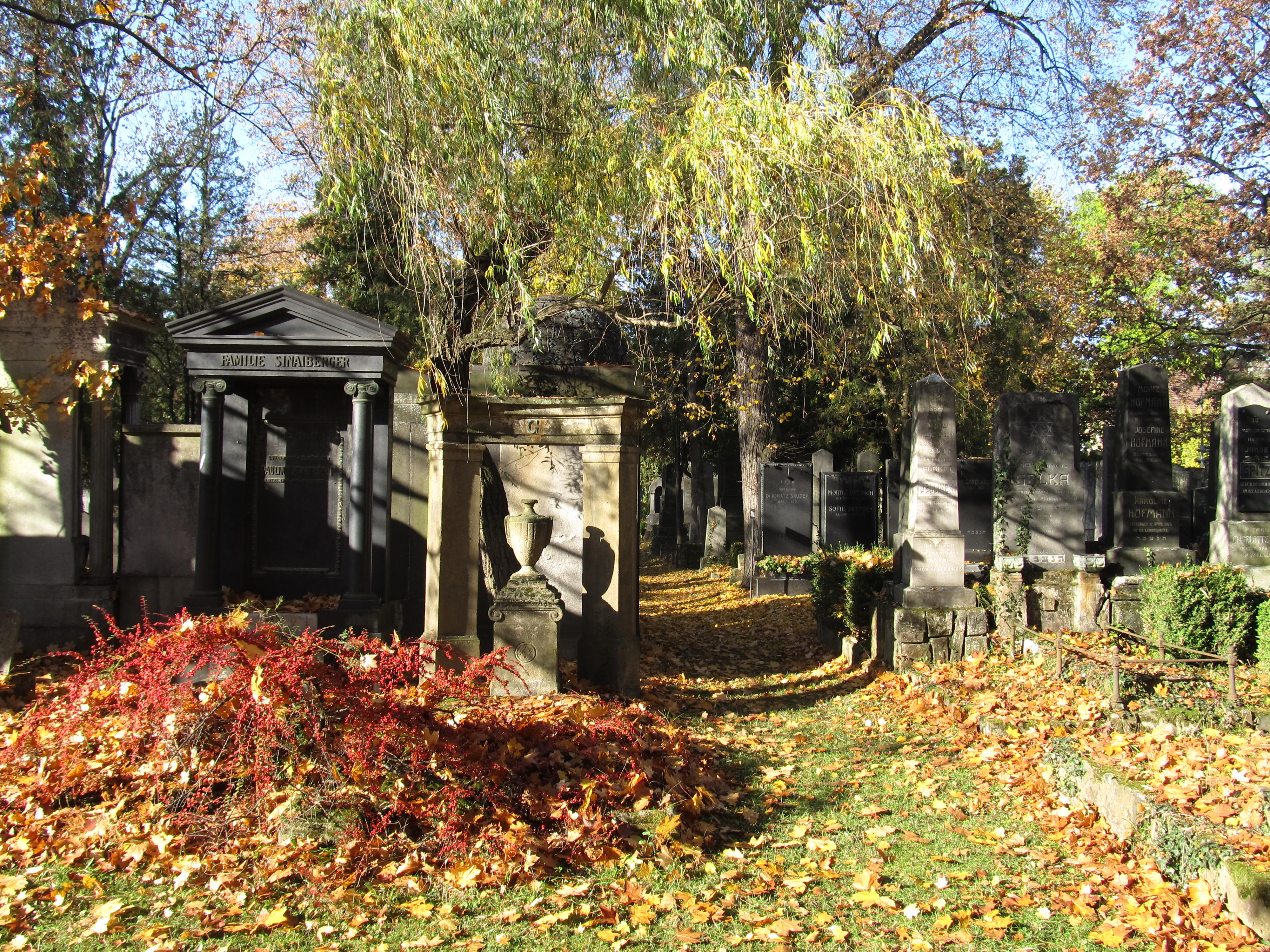
Židovský hřbitov Brno
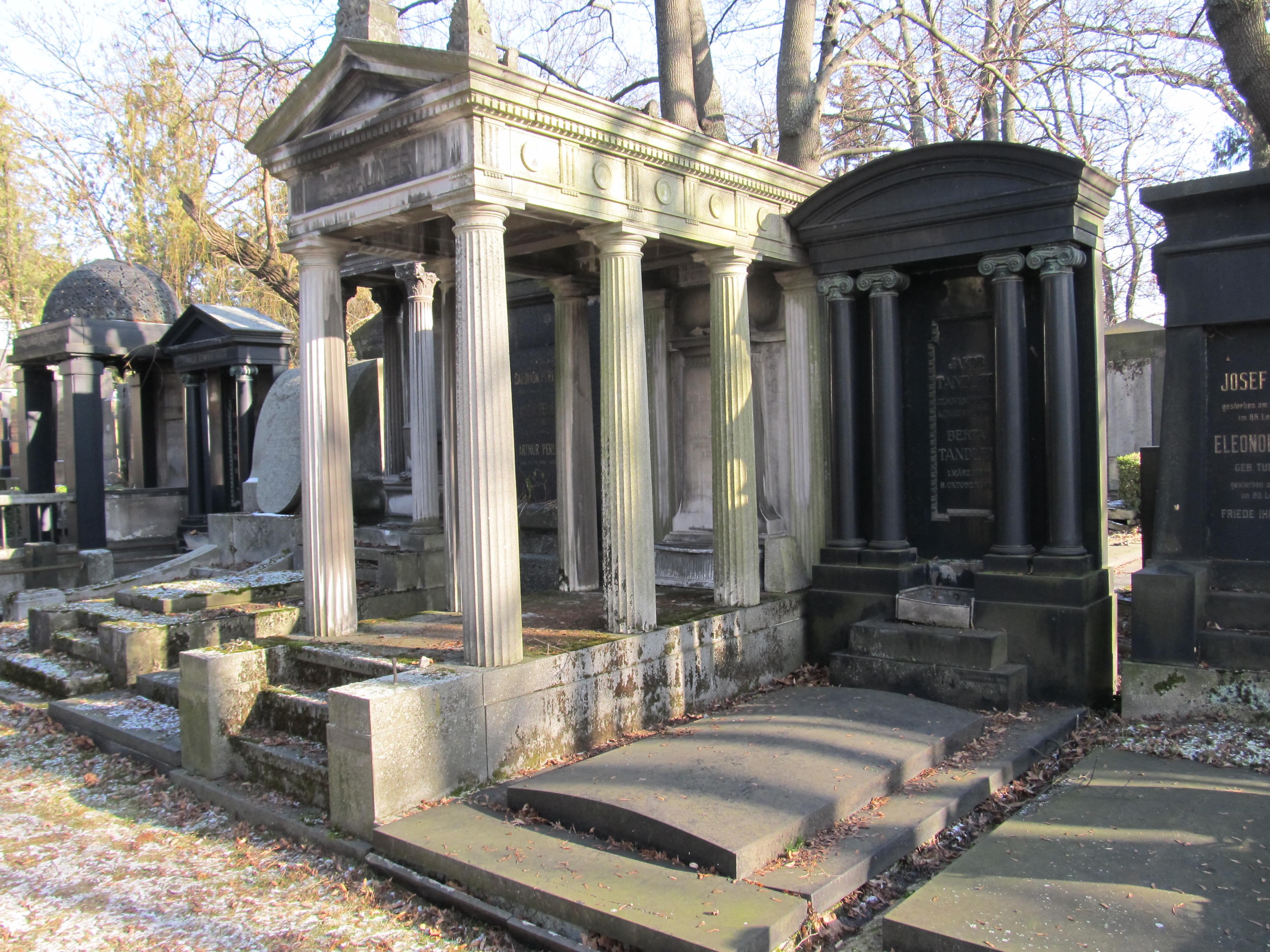
Hrobka podnikatele Julia Braunera, majitele pivovaru
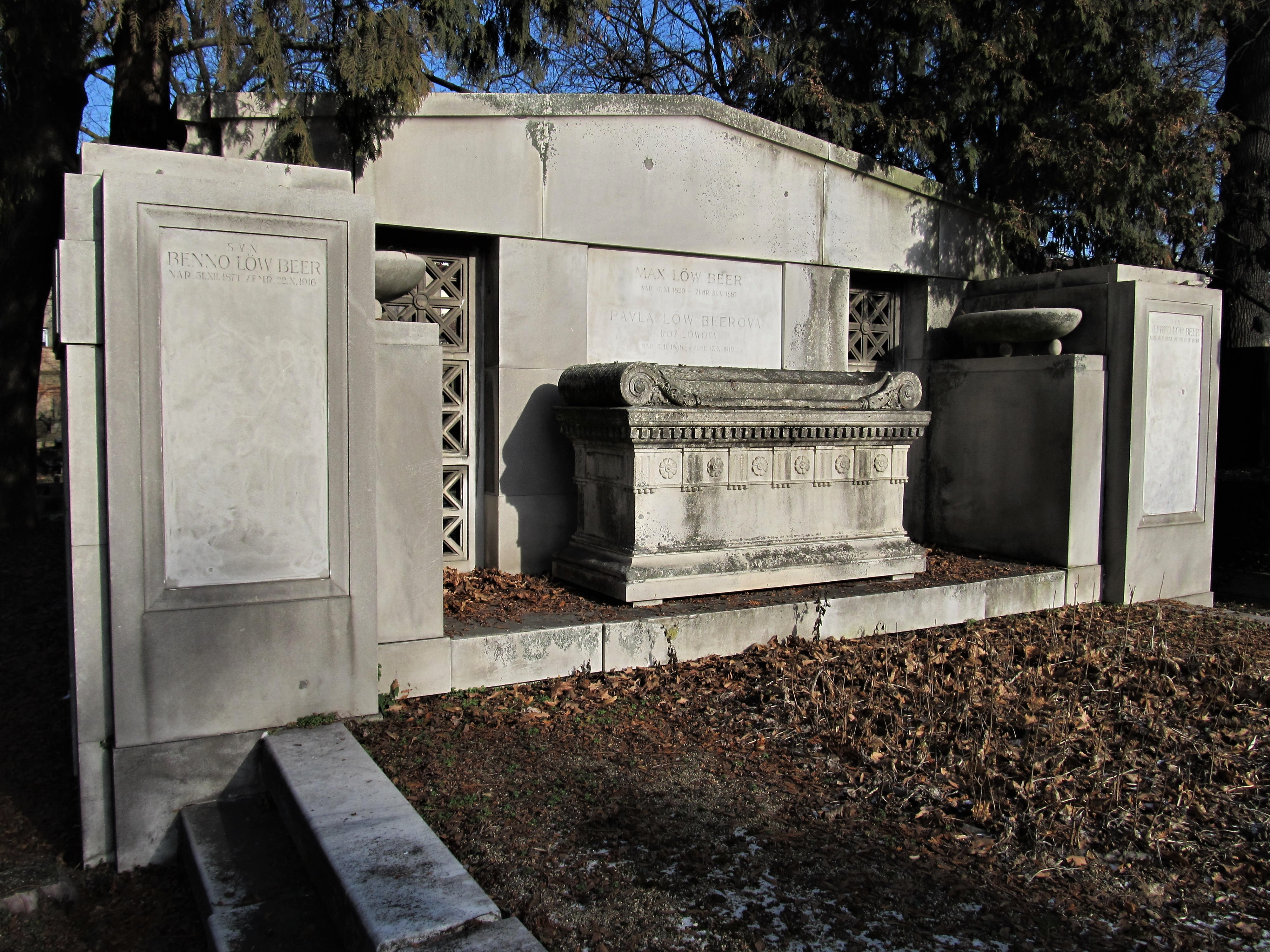
Hrobka průmyslnické rodiny Löw-Beerů
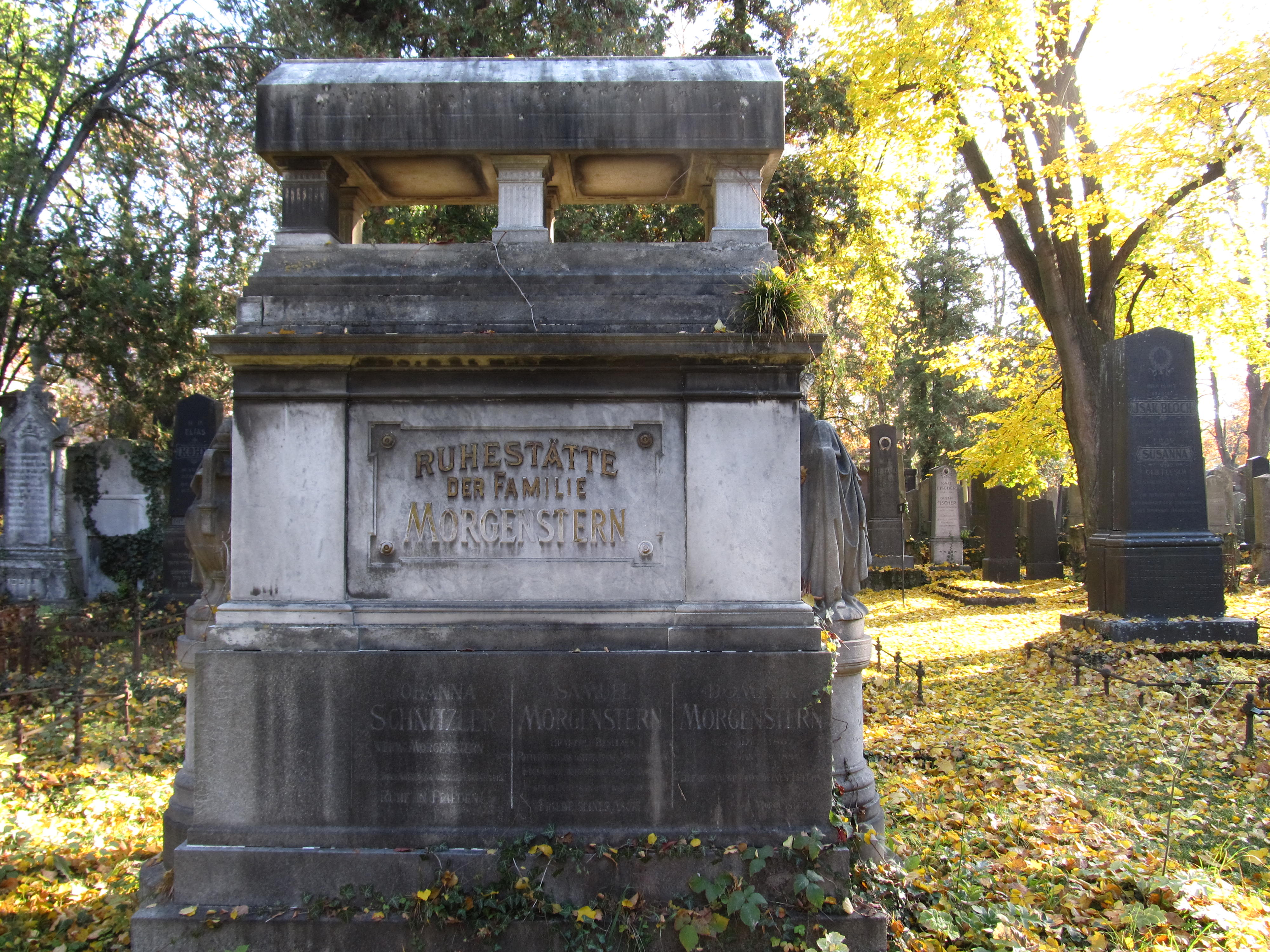
Hrobka podnikatelské rodiny Morgensternů
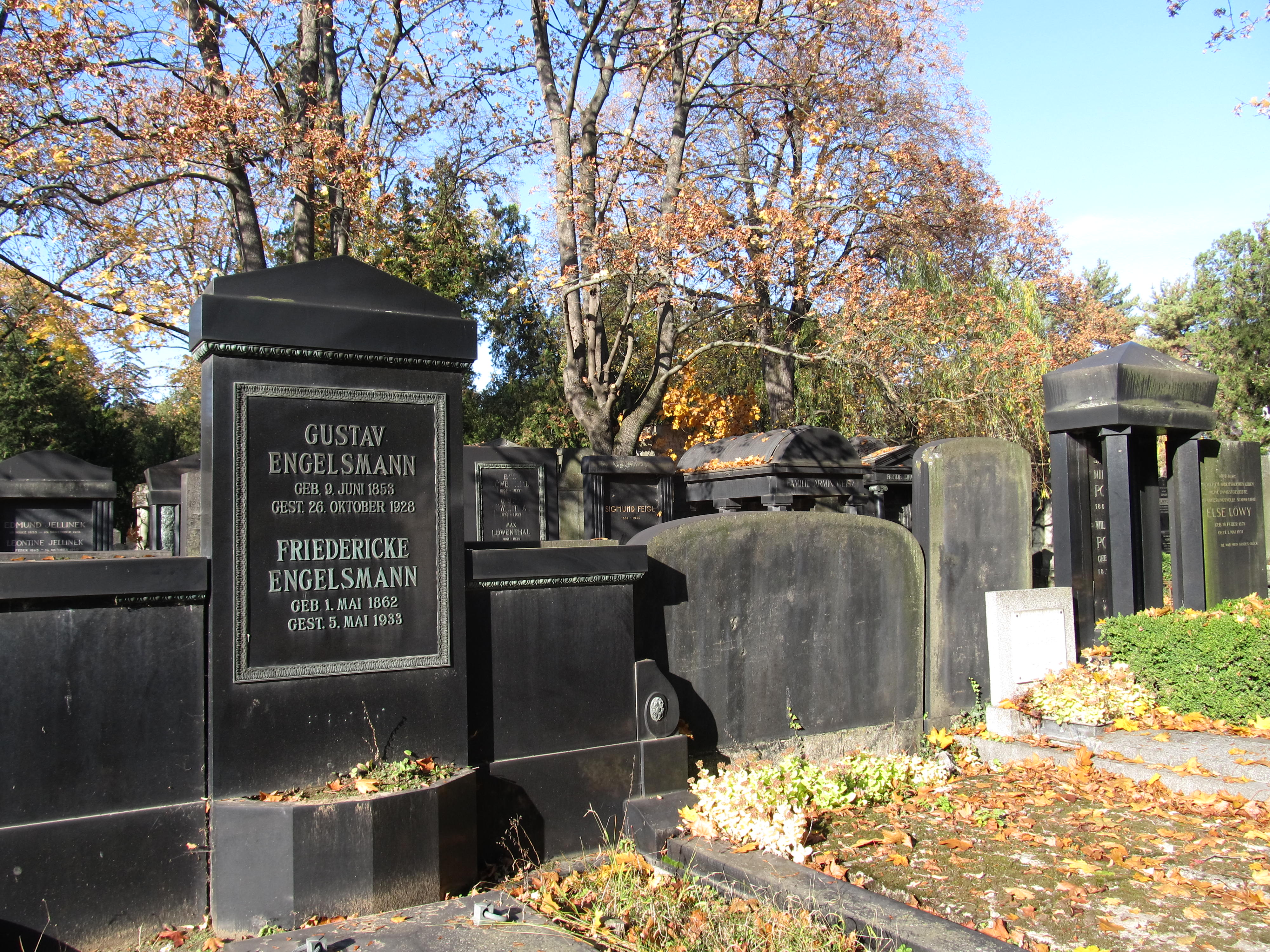
Hrobka textilního průmyslníka Gustava Engelsmanna (1853–1929)